# Pauline de Rothschild
Pauline de Rothschild (født 31. december 1908 i Paris, død 8. marts 1976 i Santa Barbara) var et fransk modeikon, der også var kendt som forfatter, modedesigner og oversætter af både elizabethansk poesi og skuespil af Christopher Fry.